# Adam Kubík
Adam Kubík (* 21. října 1998 Kladno) je český lední hokejista hrající na postu útočníka. V současnosti působí v týmu Banes Motor České Budějovice.

## Kariéra

### Klubová kariéra
S ledním hokejem začínal ve svém rodném městě a za tamní klub HC Kladno hrál i ve svých mládežnických a juniorských letech. Během sezóny 2016/2017 nastoupil prvně za mužský výběr tohoto celku, a to ke 35 zápasům a dalším osmi v playoff. I v dalších sezónách nastupoval za tento klub, a když hrál v roce 2018 za Kladno baráž o nejvyšší soutěž, oceňoval hráčovy kvality i majitel klubu Jaromír Jágr. Po ročníku 2018/2019 změnil působiště a stal se hráčem celku Mountfield HK z Hradce Králové, odkud v průběhu sezóny 2019/2020 hostoval v pražské Slavii. Během ročníku 2020/2021 hostoval na Kladně, ale ve dvou zápasech vypomohl rovněž mateřským Českým Budějovicím. Po sezóně do Kladna přestoupil a odehrál za ně dva ročníky (2021/2022 a 2022/2023). V obou se stal nejlepším střelcem klubu. Následně přestoupil do českobudějovického klubu.

### Reprezentační kariéra
Dne 1. listopadu 2023 jej trenér české hokejové reprezentace prvně povolal do svého kádru, který vytvořil pro turnaj Karjala. Na turnaji hned v prvním utkání zaznamenal svou premiérovou reprezentační branku, když v utkání se Švédskem (5:2) zaznamenal poslední gól svého týmu. Na začátku dubna 2024 tvořil reprezentační trenér Radim Rulík tým pro mistrovství světa, které se konalo v České republice. Do přípravného výběru zařadil i Kubíka. Na šampionátu se ale nepředstavil, neboť jej trenér vyřadil v průběhu přípravy.

## Ocenění a úspěchy
- 2018 1.ČHL – Nejproduktivnější junior
- 2019 Postup s týmem Rytíři Kladno do ČHL

## Prvenství
- Debut v ČHL – 20. září 2019 (Mountfield HK proti HC Škoda Plzeň)
- První gól v ČHL – 20. září 2019 (Mountfield HK proti HC Škoda Plzeň, českému brankáři Dominiku Frodlovi)
- První asistence v ČHL – 22. září 2019 (HC Dynamo Pardubice proti Mountfield HK)

## Klubová statistika
| Sezóna      | Klub                         | Soutěž      |     | Základní část | Základní část | Základní část | Základní část | Základní část |   | Play off | Play off | Play off | Play off | Play off |
| Sezóna      | Klub                         | Soutěž      | Z   | G             | A             | B             | TM            | Z             | G | A        | B        | TM       |          |          |
| 2016/17     | Rytíři Kladno                | 1. ČHL      | 35  | 4             | 11            | 15            | 2             | 8             | 1 | 0        | 1        | 2        |          |          |
| 2017/18     | Rytíři Kladno                | 1. ČHL      | 47  | 15            | 11            | 26            | 14            | 7             | 1 | 4        | 5        | 6        |          |          |
| 2018/19     | Rytíři Kladno                | 1. ČHL      | 49  | 16            | 15            | 31            | 26            | 9             | 1 | 4        | 5        | 4        |          |          |
| 2019/20     | Mountfield HK                | ČHL         | 18  | 2             | 1             | 3             | 0             | —             | — | —        | —        | —        |          |          |
| 2019/20     | HC Slavia Praha              | 1. ČHL      | 29  | 7             | 21            | 28            | 8             | 2             | 0 | 0        | 0        | 4        |          |          |
| 2020/21     | Rytíři Kladno                | 1. ČHL      | 32  | 11            | 9             | 21            | 22            | 16            | 6 | 5        | 11       | 6        |          |          |
| 2021/22     | Rytíři Kladno                | ČHL         | 52  | 22            | 11            | 33            | 20            | —             | — | —        | —        | —        |          |          |
| 2022/23     | Rytíři Kladno                | ČHL         | 44  | 16            | 20            | 36            | 20            | —             | — | —        | —        | —        |          |          |
| 2023/24     | Banes Motor České Budějovice | ČHL         | 49  | 14            | 15            | 29            | 24            | 10            | 4 | 0        | 4        | 0        |          |          |
| ČHL celkově | ČHL celkově                  | ČHL celkově | 165 | 54            | 47            | 101           | 64            | 10            | 4 | 0        | 4        | 0        |          |          |